# Джеррімендеринг
Джерріме́ндеринґ — метод утворення виборчих округів, який дає перевагу певній партії чи групі. Межі округів при цьому навмисне проводяться таким чином, що в результаті виборів представництво прихильників певної партії чи демографічної групи у представницькому органі штучно завищується або, навпаки, занижується. У значенні терміна «джерімендерінг» також використовується такі поняття як «виборча геометрія», рідше — «виборча географія».
Джеррімендеринґ зазвичай зустрічається в тих країнах, де вибори проводяться за мажоритарною виборчою системою. Великим недоліком цієї системи є те, що у ній великий відсоток голосів «марнується». «Змарновані голоси» — це усі голоси за кандидатів, які програли вибори, а також голоси за переможця понад ті, що забезпечують йому перемогу. Наприклад, якщо за кандидата А проголосувало 80 % виборців, а за Б — 20 %, то голоси за Б є «змарнованими», так само як і три чверті голосів за А, оскільки вони лише збільшують його перевагу над опонентом. Той, хто хоче накреслити межі виборчих округів так, щоб певна партія перемогла у якомога більшій їх кількості, має зробити це так, щоб відсоток «змарнованих голосів» за його партію був мінімальним, а за всі інші — якомога більшим.

## Історія

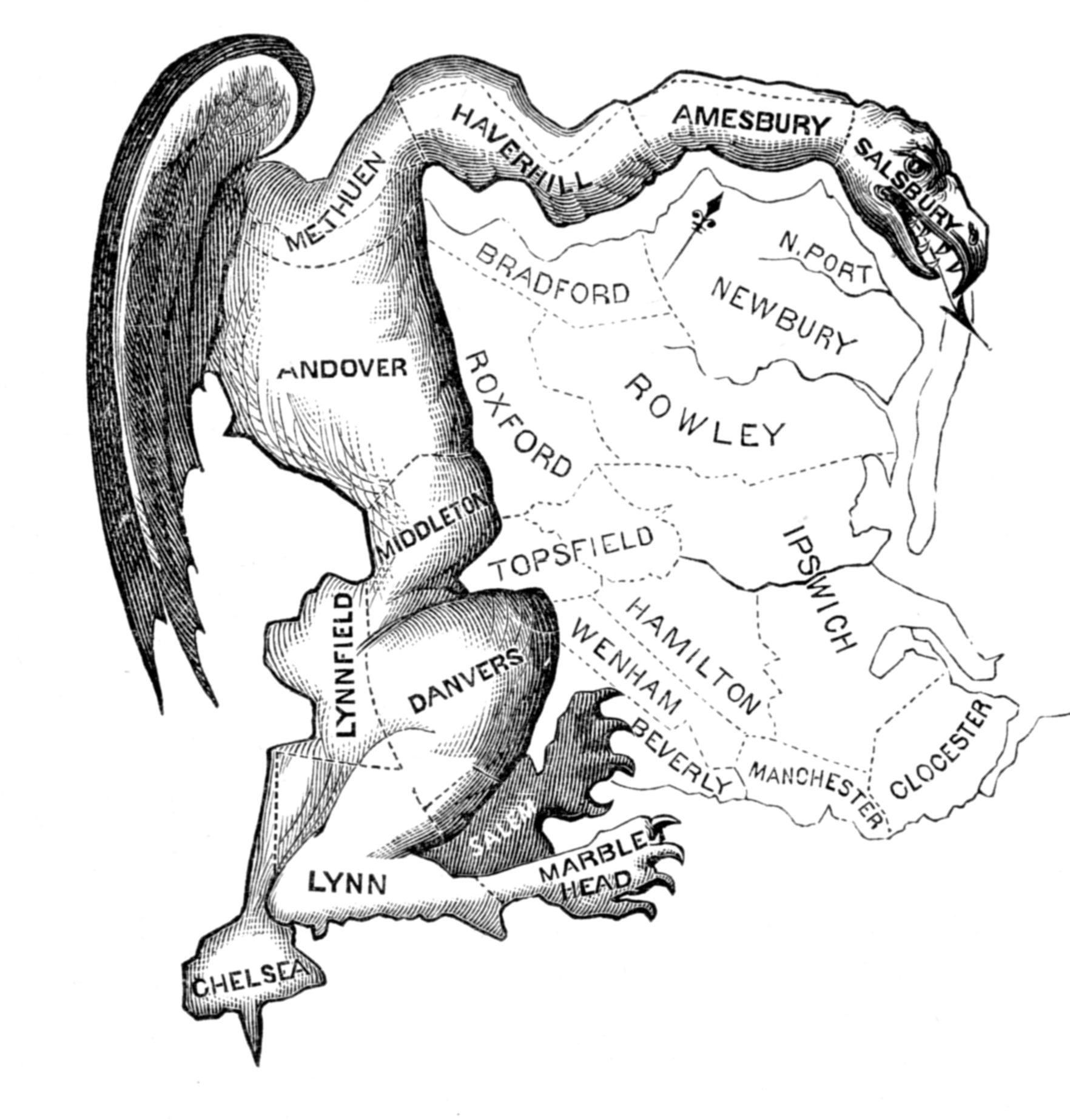
«Джеррімендер»

Слово «джеррімендер» (англ. gerrymander) було вперше вжито у 1812 році в газеті «Бостон газетт» для опису химерної форми одного з виборчих округів для виборів до сенату штату Массачусетс і є «гібридом» прізвища тогочасного губернатора штату Елбриджа Геррі, який підписав законопроєкт про утворення виборчих округів, і слова «саламандра». У цій газеті була також опублікована політична карикатура, у якій цей округ
був зображений у вигляді дивної істоти з лапами, крилами і драконоподібною головою. Нове слово прижилось і «джеррімендерами» почали називати й інші округи, межами яких маніпулювали для досягнення політичної вигоди. Вимова слова з часом змінилась: літера «g» стала вимовлятись «дж», а не «ґ», як у прізвищі Елбриджа Ґеррі.

## Приклади

### Уявний приклад
Уявімо країну, у якій проживає 100 виборців і яка поділена на 10 виборчих округів, по 10 виборців у кожному. Нехай 60 виборців голосують за «червоних», а 40 — за «синіх». В ідеальному випадку «червоні» переможуть у шести округах, а «сині» — у чотирьох:

«Червоні» перемагають у шести округах, а «сині» — у чотирьох

Якщо дати «червоним» можливість провести межі округів, то вони, маючи перевагу над синіми, зроблять це так, що у всіх округах вони переможуть з не дуже великою і приблизно однаковою перевагою:

«Червоні» перемагають у всіх десяти округах

«Сині» ж будуть діяти інакше. Вони створять кілька округів, у яких з величезною перевагою переможуть «червоні», «марнуючи» велику кількість своїх голосів. У решті ж округів з невеликою перевагою переможуть уже «сині»:

«Сині» перемагають у шести округах, а «червоні» — у чотирьох

### Реальні приклади
Джеррімендеринґ і досі застосовується там, де виник цей термін — у США. Це зумовлено тим, що процес утворення виборчих округів у більшості випадків контролюється законодавчими органами штатів, тож якщо їх контролюють, наприклад, республіканці, то вони мають спокусу утворити виборчі округи так, щоб збільшити представництво своєї партії на наступних виборах. У 2011 році вони так і зробили в Пенсільванії, унаслідок чого на виборах до Палати представників демократи отримали лише 5 місць з 18, хоча за демократів проголосувало більше виборців (2 702 901), ніж за республіканців (2 627 031). Демократи вчинили подібно в інших штатах, таких як Іллінойс, але оскільки республіканці контролювали законодавчі органи у більшості штатів, то вони забезпечили собі комфортну перемогу на виборах до конгресу 2012 року, хоча й отримали менше голосів, ніж демократи.
Округи, створені у результаті джеррімендеринґу, часом мають доволі дивну форму. Деякі з них отримують в народі дотепні прізвиська. Ось приклади деяких виборчих округів до конгресу США:
|                                                       |
| Іллінойс, 4 виборчий округ (2003—2011) — «навушники». |

|                                                                   |
| Іллінойс, 17 виборчий округ (2003—2011) — «кролик на скейтборді». |

|                                                                   |
| Джорджія, 13 виборчий округ (2002—2005) — «кішка, яку переїхали». |